# 고토부키야
주식회사 고토부키야(일본어: 株式会社 壽屋(ことぶきや)는 프라모델, 피규어 등의 기획, 개발, 제조, 판매하는 일본의 기업이다. 도쿄와 오사카, 후쿠오카현 에 3개의 장난감 판매점을 가졌다. 카타카나로 코토부키야(コトブキヤ) 라고 표기되는 경우가 많다. 한때 최고의 피규어 제조업체였으나, 지금은 굿스마일 컴퍼니의 퀄리티 높은 피규어제품으로 인해 최고의 자리를 내주게 되었다. 그러나 피규어, 프라모델 업계의 규모는 반다이다음가는 규모다.
블리자드 엔터테인먼트와 계약하여 스타크래프트 보틀갭 피규어 시리즈를 제작하기도 하였다.

## 역사
- 1947년 도쿄도 다치카와시에서 장난감 가게로 창업.

- 1953년 유한 회사 고토부키야로 설립.

- 1989년 간이 모델 킷을 개발, 판매한 이래 모형, 피규어의 개발도 진행하고 있다. 모형, 피규어의 제조는 중국 광동성의 동관시 호문진의 공장에서 이루어지고 있다.

- 2008년 출판산업 진출, 인물과, 서브컬쳐에 대한 해설서를 비롯해 설정집, 사진집, 만화등을 발행한다.